# Yola swierstrai
Yola swierstrai är en skalbaggsart som beskrevs av Gschwendtner 1935. Yola swierstrai ingår i släktet Yola och familjen dykare. Inga underarter finns listade i Catalogue of Life.